# Уриал
Уриа́л (лат. Ovis vignei) — вид млекопитающих из рода бараны (Ovis) семейства полорогих (Bovidae).

## Внешний вид
Общий окрас уриалов коричневый, летом с более светлым оттенком. На крупе, ниже основания хвоста и задних конечностях выделяется белое пятно. У самцов передняя часть шеи и груди чёрного цвета. Как и у антилоп, тело уриалов жилистое, ноги длинные.
У особей мужского пола массивные рога, в то время как у самок значительно меньшие по размерам. Их форма может изменяться. Наибольшие зафиксированные размеры рогов — 990,6 мм, а наибольшая окружность в основании — 304,8 мм.
Длина тела самцов 110—145 см, высота в холке 88—100 см, масса — 36—87 кг.

## Поведение
Уриалы — дневные животные, бо́льшую часть своего времени проводят за употреблением пищи. Территорию не охраняют. 
Уриалы поддерживают стадный образ жизни. Стадо обычно состоит из самок, ягнят и животных-подростков. Взрослые бараны находятся в отдельных группах. Разделение стада уменьшает конкуренцию и преследование самок со стороны самцов. Главой стада является особь с бо́льшими размерами тела. Особенно это прослеживается в мужских группах, где главенствующий самец имеет наибольшие рога. 
Молодые самцы более агрессивны по отношению к старшим самцам. При агрессивных столкновениях уриалы поворачивают головой и выставляют передние ноги. 
Питаются травянистой и кустарниковой растительностью.

## Размножение
Уриалы полигамны, однако самцы не создают гаремы. Они подходят к самкам медленно, в вытянутой позе. Самки присаживаются на корточки и начинают мочеиспускание. Бараны нюхают их мочу, чтобы определить, готова ли овца к спариванию. В период гона на самок претендует доминирующий самец. После спаривания самец охраняет самку до тех пор, пока она находится в эструсе. Как только он заканчивается, уриал ищет другую самку.
Беременность длится 150—160 дней. Детёныши рождаются в период с ноября по декабрь. Перед родами овцы отделяются от стада и возвращаются в него через 3—7 дней после родов. За это время молодняк начинает узнавать их по запаху. Они становятся половозрелыми в 1,5 года и способны к размножению с 2 лет.
Самка в возрасте до трёх лет рожает одного ягнёнка. Более взрослые особи способны родить 2—3 детёнышей. Масса новорожденных 2,4—4 кг. Лактация продолжается в среднем 5,17 месяцев, хотя ягнята начинают поедать траву начиная с одного месяца. Продолжительность жизни от 8 до 12 лет.

## Распространение и места обитания
Уриалы проживают на крутых склонах на высоте 6000 метров над уровнем моря, среди травянистой засушливой местности, иногда в лесах и возле объектов сельского хозяйства. Распространены в Средней Азии — в юго-западной части Казахстана, Узбекистане, Туркменистане, Таджикистане, Афганистане, Пакистане, Иране и в районе Кашмира в Индии. Популяция в Омане, как предполагается, была интродуцирована.
Считается, что архар, обитающий в Казахстане, объединяет пять подвидов: 
- каратауский (горы Каратау, Туркестанская область);
- тянь-шанский (Тянь-Шань);
- жонгарский или Литльдаля (Жонгарский Алатау);
- казахстанский (Центральный Казахстан);
- алтайский (Алтай).

## Классификация
Существуют различные взгляды на таксономический статус уриала. Во многих вариантах классификации он рассматривается как отдельный вид Ovis vignei, в составе которого выделяют ряд подвидов. Некоторые исследователи считают эти подвиды самостоятельными видами, образующими группу в составе рода Ovis.
Иногда уриал объединяется с муфлоном в составе вида Ovis orientalis, либо они оба включаются в состав того же вида, что и домашняя овца — Ovis aries. Несмотря на разницу в числе хромосом, муфлоны могут скрещиваться с уриалами и давать жизнеспособное и плодовитое потомство. В горах Эльбурс, где пересекаются ареалы муфлона и уриала, существует группа особей гибридного происхождения. Количество хромосом у них составляет от 54 (как у муфлона) до 58 (как у уриала).
В других вариантах классификации муфлонов вместе с уриалами включают к состав вида Ovis ammon, к которому относят архаров. При этом муфлоны, уриалы и архары могут рассматриваться как полувиды.
Кызылкумского барана нередко относили к уриалам из-за сходства в  форме черепа и окрасе, однако в диплоидных клетках у него 56 хромосом, как у архаров. Не исключается и гибридное происхождение этого представителя баранов.

## Охранный статус
Уриалы включены в Приложение I СИТЕС. Международный союз охраны природы рассматривает подвиды уриалов в составе вида Ovis orientalis, который имеет статус уязвимого вида.
- Ovis vignei arkal. Численность популяции в бывших советских республиках на 1990 год оценивалась приблизительно в 6000 особей[11].
- Ovis vignei bocharensis. К концу 1980-х годов популяция этого подвида насчитывала только 1000 животных. Тем не менее, полагается, что в настоящее время их численность ещё уменьшилась[11].
- Ovis vignei cycloceros. В конце 1980-х — начале 1990-х годов численность этого подвида составляла 10 500—11 000 особей. На сегодняшний день популяции сократилась примерно в 2 раза[11].
- Ovis vignei punjabiensis. По оценкам 1977 года насчитывалось приблизительно 2000 уриалов данного подвида. Оценки 1992 года свидетельствуют о минимальной численности в 1550 особей[11].
- Ovis vignei vignei. Проживают в Индии, общая численность — 1000—1500 особей[11].
- Общая численность архаров в Казахстане на 2024 год составляет 15-20 тысяч особей. [4]